# Оровац
Оровац је насељено место у саставу општине Северин, у Бјеловарско-билогорској жупанији, Република Хрватска.

## Историја
До нове територијалне организације у Хрватској место је припадало бившој великој општини Бјеловар.

## Становништво
На попису становништва 2011. године, Оровац је имао 341 становника.

## Попис1991.
На попису становништва 1991. године, насељено место Оровац је имало 438 становника, следећег националног састава:
| Попис 1991.‍  | Попис 1991.‍  | Попис 1991.‍ | Попис 1991.‍ | Попис 1991.‍ |
| ------------ | ------------ | ----------- | ----------- | ----------- |
|              |              |             |             |             |
| Хрвати       | Хрвати       |             | 357         | 81,50%      |
| Срби         | Срби         |             | 38          | 8,67%       |
| Југословени  | Југословени  |             | 31          | 7,07%       |
| Словенци     | Словенци     |             | 1           | 0,22%       |
| Чеси         | Чеси         |             | 1           | 0,22%       |
| неопредељени | неопредељени |             | 5           | 1,14%       |
| регион. опр. | регион. опр. |             | 2           | 0,45%       |
| непознато    | непознато    |             | 3           | 0,68%       |
| укупно: 438  |              |             |             |             |